# Pierphulia nysias
Pierphulia nysias is een vlindersoort uit de familie van de Pieridae (witjes), onderfamilie Pierinae.
Pierphulia nysias werd in 1890 beschreven door Weymer.